# Lucifer (szyfr blokowy)
Lucifer – szyfr blokowy stworzony przez IBM na początku lat siedemdziesiątych XX wieku w ramach projektu o tej samej nazwie. Głównymi projektantami algorytmu byli Horst Feistel oraz Walter Tuchman. Szyfr ten był prekursorem szyfru DES. Jedna z jego wersji (nazwana DTD-1) była używana w latach siedemdziesiątych dwudziestego wieku w bankowości elektronicznej. Obecnie, ze względu na moc obliczeniową współczesnych komputerów, algorytm ten zapewnia bardzo niski poziom bezpieczeństwa.